# Xylosma pininsulare
Xylosma pininsulare är en videväxtart som beskrevs av André Guillaumin. Xylosma pininsulare ingår i släktet Xylosma och familjen videväxter. Inga underarter finns listade i Catalogue of Life.